# アブー・サフル・アル＝クーヒー
アブー・サフル・アル＝クーヒー（Abū Sahl Wayjan ibn Rustam al-Qūhī）は、ペルシアの数学者、物理学者、天文学者である。クーヒーはTabaristanのKuhに生まれ、10世紀にバグダードで活躍した。彼は、ムスリムの最も偉大な幾何学者の一人だと考えられている。
彼は数学や天文学に関する多くの著作を残した。彼は、ブワイフ朝ので988年にできた天文台でリーダーを務めた。彼は、アルキメデスやアポロニウスの残した問題に取り組み、二次以上の方程式についての研究を主導した。彼はそのうちのいくつかを解き、解法可能な条件について論じた。
物理学の分野では、クーヒーは、物体が地球の中心（当時においては宇宙の中心）に向かう傾向性である重さ(thiql)を、秤ではかることが出来て場所に依存せずに決まる量waznから区別した。クーヒーによると、この「重さ」は物体の場所に依存する。例えば、梃の支点においては「重さ」は無く、支点からの距離に比例して増加する（これは梃の原理と整合する）。これを地球の中心を梃の支点に見立てるアナロジーから、「重さ」は地球の中心からの距離に依存するとした。この理論では、地球の中心では「重さ」は無くなる。同様の見解はイブン・ハイサムも共有し、al-Isfizariを経て、
al-Khaziniの Balance of Wisdom (Kitab mizan al-hikma)に引き継がれる
。